# Liste der Monuments historiques in Mios
Die Liste der Monuments historiques in Mios führt die Monuments historiques in der französischen Gemeinde Mios auf.

## Liste der Objekte
| Bezeichnung               | Beschreibung                                 | Standort                       | Kennzeichnung | Schutzstatus | Datum | Bild |
| ------------------------- | -------------------------------------------- | ------------------------------ | ------------- | ------------ | ----- | ---- |
| Skulptur Madonna mit Kind | Holz, polychrom gefasst, 18./19. Jahrhundert | in der Kirche St-Martin (Lage) | PM33001339    | Inscrit      | 1978  |      |
| Skulptur Madonna mit Kind | Ton, polychrom gefasst, 19. Jahrhundert      | in der Kirche St-Martin (Lage) | PM33001340    | Inscrit      | 1978  |      |
| Glocke                    | Bronze, 1789 gegossen                        | in der Kapelle St-Brice        | PM33000500    | Classé       | 1942  |      |